# Jacob Lekgetho
Jacob Lekgetho (24. března 1974 Soweto – 9. září 2008 Johannesburg) byl jihoafrický fotbalový obránce. Zemřel na AIDS.

## Klubová kariéra
Na klubové úrovni hrál v Jihoafrické republice za Moroka Swallows FC a v Rusku za FK Lokomotiv Moskva. S Lokomotivem vyhrál v letech 2002 a 2004 ruskou ligu. V Lize mistrů UEFA nastoupil ve 20 utkáních a v Evropské lize UEFA nastoupil v 1 utkání.

## Reprezentační kariéra
Za reprezentaci Jihoafrické republiky nastoupil v letech 2000–2004 celkem ve 25 reprezentačních utkáních. Byl členem reprezentace Jihoafrické republiky na Mistrovství světa ve fotbale 2002, nastoupil v utkání proti Španělsku.

## Smrt

### Hoax
Ruský zpravodajský web Rusfootball a ruská mutace webu UEFA oznámily 19. února 2007, že Lekgetho zemřel v Kapském Městě při autonehodě. Zprávu převzala i další média, mezi nimi gazeta.ru, Sport-Express a Regnum. O den později se Rusfootball za chybnou informaci omluvil.

### Potvrzené úmrtí
V září 2008 bylo z různých jihoafrických zdrojů potvrzeno, že Lekgetho zemřel v Johannesburgu ve věku 34 let po dlouhém boji s blíže neurčenou nemocí. Podle Sport-Expressu zemřel na AIDS.